# Campomanesia lundiana
Campomanesia lundiana — вид рослин родини миртових. До сучасного вимирання рослина була ендеміком штату Ріо-де-Жанейро в екорегіоні Атлантичного лісу на південному сході Бразилії.

## Морфологічна характеристика
Це дерево чи кущ. Кора тріщиниста. Листові пластинки від 7.5 до 12 см, голі чи вкриті трихомами; рідко вкриті залозами; плоскі, гладкі, не шорсткі, верхівка гостра чи загострена, краї цілі/хвилясті; листкова ніжка коротка. Квітки 5-членні. Чашолистки трикутні, вкриті розрідженими залозками, рівні між собою. Пелюстки рідко вкриті залозками.